# Nothomiza
Nothomiza là một chi bướm đêm thuộc họ Geometridae.

## Một số loài điển hình
- Nothomiza costalis (Moore, 1868)
- Nothomiza flavicosta Prout, 1914